# Jeronim Uborevič
Jeronim Petrovič Uborevič (rusky Иероним Петрович Уборевич, litevsky Jeronimas Uborevičius; 14. ledna 1896 poblíž Užpaliai, Utenský kraj – 12. června 1937 Moskva) byl carský důstojník a posléze sovětský vojenský velitel a armádní velitel (komandarm) 1. stupně. Stal se jednou z obětí stalinských čistek.

## Mládí a začátek vojenské kariéry
Narozen 14. ledna 1896 v litevské židovské rodině, začal v roce 1909 studovat na střední škole v Dvinsku. V roce 1914 vstoupil na Petrohradskou polytechnickou univerzitu a o rok později z ní odešel, aby zahájil svoji vojenskou kariéru na Konstantinovské dělostřelecké škole, kterou v roce 1916 dokončil. Po studiu na této vojenské škole se přidal do ruské carské armády. Stal se poddůstojníkem v carském vojsku a účastnil se i bojů na frontě. V roce 1917 ho tam zastihla ruská revoluce s níž začal sympatizovat. Po říjnovém převratu přešel na stranu bolševiků.

## Sovětská vojenská kariéra
Kariéru v nově vznikající Rudé armádě započal v lednu 1918 jako velitel oddílů Rudé gardy. Působil zde při boji proti německým vojskům, které tou dobou zahájili ofenzivu na Ukrajině a Bělorusku. Při boji byl zajat německými vojáky, ale podařilo se mu uprchnout. Poté se stal blízkým spolupracovníkem armádního velitele Michaila Tuchačevského, po jehož boku bojoval v sovětsko-polské válce. Zde byl velitelem 14. armády a účastnil se kyjevské ofenzivy. Po uzavření míru s Polskem se přesunul na dálný východ, kde působil jako lidový komisař války v krátce existující nárazníkové Dálně-východné republice.
Po skončení občanské války se stal náčelníkem kavkazského vojenského okruhu. Od roku 1928 byl velitelem moskevského vojenského okruhu. Tou dobou se také stal náčelníkem modernizace a vyzbrojování Rudé armády. Na tomto postu působil, až do roku 1931. V letech 1930–1931 byl zástupcem náčelníka Vojenského revolučního výboru a poté se, až do své smrti stal náčelníkem běloruského vojenského okruhu. Ten představoval strategicky důležitý vojenský okruh na západní hranici Sovětského svazu.

## Vojenský teoretik
Jako vojenský teoretik se věnoval především pěchotní válce, tudíž jej lze považovat za představitele staré školy. I přesto ovšem patřil mezi modernizátory a reformátory Rudé armády. Vedl rozvoj tzv. tanků podpory pěchoty, či pěchotních tanků. Jakožto náčelník běloruského vojenského okruhu se s Jonou Jakirem a Michajilem Tuchačevským podílel na rozvoji experimentálních vojenských doktrín a taktik.

## Pád
Byl jednou z obětí Stalinova teroru v Rusku. Stal se účastníkem procesu s trockistickým protisovětským vojenským centrem, známým také jako Případ Tuchačevský. Jedním z důvodů jeho zatčení 22. května 1937 bylo snad i blízké přátelství s maršálem Tuchačevským jenž byl hlavním obžalovaným. 12. června 1937 byl po vykonstruovaném procesu zastřelen. Stal se tak jedním z prvních 8 vysoce postavených velitelů Rudé armády zavražděných během stalinské čistky.